# Erica pogonanthera
Erica pogonanthera är en ljungväxtart som beskrevs av Friedrich Gottlieb Bartling. Erica pogonanthera ingår i släktet klockljungssläktet, och familjen ljungväxter. Inga underarter finns listade i Catalogue of Life.